# NGC 6103
NGC 6103 (другие обозначения — UGC 10302, MCG 5-38-49, ZWG 167.62, IRAS16138+3205, PGC 57648) — галактика в созвездии Северная Корона.
Этот объект входит в число перечисленных в оригинальной редакции «Нового общего каталога».
В галактике вспыхнула сверхновая SN 2012fj типа IIP, её пиковая видимая звездная величина составила 16,5.